# Mycetophila bertae
Mycetophila bertae är en tvåvingeart som beskrevs av Duret 1979. Mycetophila bertae ingår i släktet Mycetophila och familjen svampmyggor. Inga underarter finns listade i Catalogue of Life.